# ویلیام مایکلز
ویلیام مایکلز (انگلیسی: William Michaels; ۱۳ ژوئیهٔ ۱۸۷۶ – ۱ ژانویهٔ ۱۹۳۴) بوکسور اهل ایالات متحده آمریکا بود.